# Megalomyrmex brandaoi
Megalomyrmex brandaoi (лат.) — вид муравьёв рода Megalomyrmex из подсемейства мирмицины (Myrmicinae, Solenopsidini). Центральная Америка: Коста-Рика.

## Описание
Мелкие муравьи (около 5 мм) желтовато-коричневого цвета, гладкие и блестящие. Ширина головы (HW) 0,49-0,54 мм, длина головы (HL) 0,55-0,60 мм, длина скапуса усика (SL) 0,47-0,52 мм.
Усики 12-члениковые с булавой из 3 сегментов. Формула нижнечелюстных и нижнегубных щупиков щупиков — 3,2. Жвалы с несколькими зубцами (обычно 5-6). Жало развито. Стебелёк между грудкой и брюшком состоит из двух члеников: петиоля и постпетиоля. Заднегрудка без проподеальных зубцов. 
Гнездятся в лесной подстилке, биология не исследована. Некоторые другие виды рода известны как специализированные социальные паразиты муравьёв-листорезов Attini. Вид был впервые описан в 2013 году американскими мирмекологами Брендоном Будино (Brendon E. Boudinot), Теодором Самнихтом (Theodore P. Sumnicht; University of Utah, Солт-Лейк-Сити, Юта, США) и Рашель Адамс (Rachelle M. M. Adams; Department of Entomology Smithsonian Institution, Вашингтон, США). Таксон включён в видовую группу Megalomyrmex pusillus-group вместе с видами M. drifti, M. incisus, M. longinoi, M. megadrifti, M. miri, M. osadrifti. Вид был назван в честь бразильского мирмеколога Карлоса Роберто Ф. Брандао (Dr. Carlos Roberto F. Brandão; Museu de Zoologia da Universidade de São Paulo, Сан-Пауло, Бразилия).